# Steinach (Niederbayern)
Steinach ist eine Gemeinde im niederbayerischen Landkreis Straubing-Bogen.

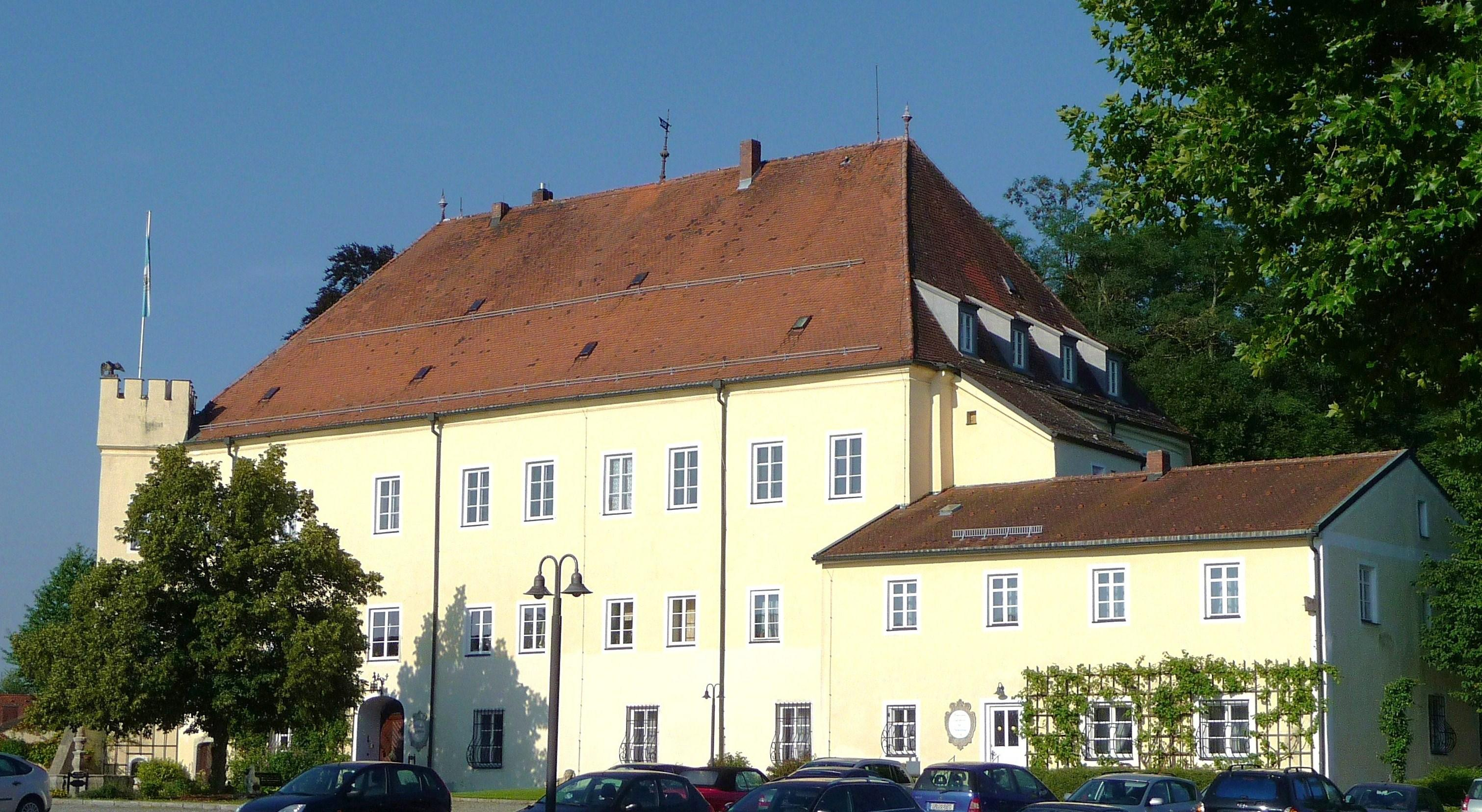
Altes Schloss Steinach

## Geografie
Steinach liegt nördlich des Gäubodens am Fuße des Bayerischen Waldes. Der Steinachbach fließt durch den Ort, die A 3, die B 20 und die Staatsstraße 2140 verlaufen in der Nähe.

### Gemeindegliederung
Es gibt 17 Gemeindeteile (in Klammern ist der Siedlungstyp angegeben):
- Agendorf (Dorf)
- Berghof (Weiler)
- Bruckmühle (Einöde)
- Helmberg (Einöde)
- Hoerabach (Weiler)
- Höpflhof (Einöde)
- Kapflberg (Einöde)
- Moos (Weiler)
- Münster (Pfarrdorf)
- Pellham (Weiler)
- Rotham (Weiler)
- Sackhof (Einöde)
- Steinach (Pfarrdorf)
- Wiedenhof (Weiler)
- Wolferszell (Dorf)
- Wolfsberg (Dorf)
- Wolfsdrüssel (Einöde)

Es gibt die Gemarkungen Agendorf, Münster und Steinach.

### Nachbargemeinden
- Ascha
- Kirchroth
- Mitterfels
- Parkstetten

## Geschichte

### Bis zum Ende des 19. Jahrhunderts
Erste Spuren menschlicher Besiedelung fanden sich am Buchberg beim Ortsteil Münster in einer Höhle, die bereits um 50.000 v. Chr. von Neandertalern benutzt wurde. Der Siedlungsname ist erstmals 934 als Steina (steiniges Wasser, Fluss) im Cartular des Klosters Ebersberg beurkundet. Über Steinaha, Stainaha und Stainach wurde daraus 1452 Steinach.
Es gibt Hinweise, dass im Gebiet der Gemeinde im 8. Jahrhundert ein Kloster gegründet wurde, welches allerdings im 10. Jahrhundert zerstört wurde. Die historisch belegte Neugründung eines Kollegiatstifts (Kloster Pfaffenmünster) erfolgte am Anfang des 12. Jahrhunderts; dieses Kloster wurde im Jahre 1803 aufgelöst.
Nach dem 1324 niedergeschriebenen Salbuch des Augsburger Domkapitels war Steinach das Zentrum der nördlich der Donau gelegenen Propsteigüter. Im 15. Jahrhundert wurde Steinach beim Landgericht Mitterfels geführt, im 16. Jahrhundert beim Landgericht Straubing.
Adelige Burg- und Schlossbesitzer übten in der Hofmark Steinach die niedere Gerichtsbarkeit über die hörigen Bauern aus. 1549 errichtete die damalige Herrschaftsinhaberin und Ritterswitwe Anna von der Wart aus den Bruchsteinen der alten Burg das heutige Herrenhaus. Von den zahlreichen Adelsgeschlechtern waren vor allem die Steinacher, die Rainer, die Warter von der Wart, die Hundt von Sulzemoos und die Herwart von Hohenburg.
1816 gelangte Schloss Steinach durch Heirat an Max von Kramer, dessen Ehefrau Josepha war eine geborene Gräfin von Zech. 1817 kaufte Gräfin Xaveria von Salern den Besitz, der an ein Patrimonialgericht II. Ordnung gebunden war. Im Jahr 1818 entstand die politische Gemeinde. Gräfin von Salern veräußerte das Schloss 1839 an die Berchem von Niedertraubling. Das Freiherrlich von Berchem'sche Patrimonial-Gericht Steinach wurde in Folge der Revolution 1848 aufgelöst, die kurzzeitig bestehenden Orts- und Polizeibehörde dem Landgericht Straubing unterstellt.

### 20. Jahrhundert
Große Umgestaltungen im Schlossgut fanden unter Carl August von Schmieder zu Beginn des 20. Jahrhunderts statt, der das prunkvolle neue Schloss erbauen ließ und für sein Gestüt eine Modell-Graszucht begann, die in der Gründung der Saatzucht Steinach mündete. Das Schloss kam 1939 in den Besitz des Unternehmens Reichsautobahnen, beherbergte seit 1941 Teile der NSDAP-Reichsleitung unter Reichsleiter Martin Bormann und wurde kurz vor Kriegsende am 23. April 1945 von der SS in Brand gesteckt, um geheimes Aktenmaterial zu vernichten.
Das alte Schloss wurde Mitte der 1980er Jahre durch den Bauunternehmer Lindbüchl in ein Jagd- und Schlosshotel umgestaltet. Bald darauf erfolgte der Umbau in eine Reha-Klinik, die jedoch nach einigen erfolgreichen Jahren den Betrieb einstellen musste.

### Eingemeindungen
Im Jahr 1956 kamen von Agendorf der Ortsteil Sackhof und von der Gemeinde Münster der Ortsteil Berghof zur Gemeinde Steinach.
Im Zuge der Gebietsreform in Bayern wurde am 1. Juli 1974 der größere Teil der aufgelösten Gemeinde Agendorf (außer Muckenwinkling und Trudendorf) eingegliedert. Zum 1. Mai 1978 wurde die Gemeinde Münster eingemeindet.

### Einwohnerentwicklung
Im Zeitraum 1988 bis 2018 wuchs die Gemeinde von 2094 auf 3171 um 1077 Einwohner bzw. um 51,4 %.

## Religionen

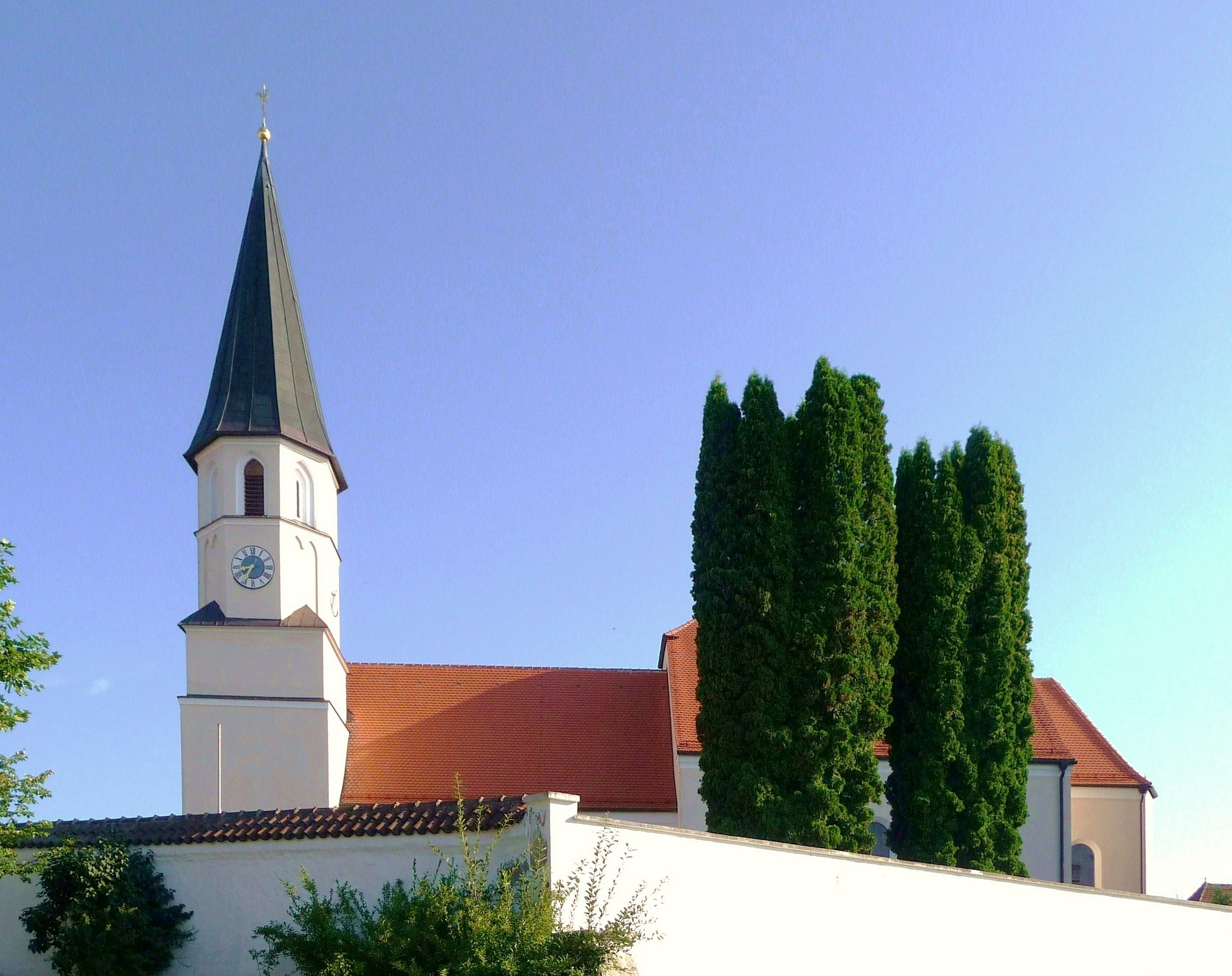
Die Pfarrkirche St. Michael

- Sitz der katholischen Pfarrei St. Michael (Steinach) im Dekanat Pondorf-Bogenberg der Diözese Regensburg.[9]
- Sitz der katholischen Pfarrei St. Tiburtius (Pfaffmünster) im Dekanat Pondorf-Bogenberg der Diözese Regensburg.[10]

## Politik

### Gemeinderat
Der Gemeinderat besteht aus der ersten Bürgermeisterin und 16 Mitgliedern. Die Verteilung der Gemeinderatsmandate ist seit 1. Mai 2020 wie folgt:
- Christliche Wählergemeinschaft (CWG) 7 Sitze
- CSU 6 Sitze
- Liste Münster 3 Sitze

### Bürgermeisterin
Erste Bürgermeisterin ist seit Mai 2020 Christine Hammerschick (CWG).

### Wappen
| | Blasonierung: „Eine gesenkte, eingeschweifte grüne Spitze, darin eine goldene heraldische Lilie gespalten. Vorne in Blau zwei silberne Schrägbalken, hinten in Silber ein rotes Balkenkreuz.“ |
| Wappenbegründung: Die zwei silbernen Schrägbalken auf blauem Grund sind dem Wappen der Ritter von Steinach entnommen. Das rote Kreuz entstammt dem Wappen des Kollegiatstifts St. Tiburtius aus der ehemaligen Gemeinde Münster. Im Gebiet der ehemaligen Gemeinde Agendorf hatte das Augsburger Domkapitel großen Besitz, es war auch im Gebiet der Gemeinde Steinach reich begütert. Daran erinnert die goldene Lilie. Die Feldfarbe Grün verweist auf die Steinacher Grünland-Saatzucht und auf die Lage des Gemeindegebietes zwischen Bayerischem Wald und Donauebene. Das Wappen wird seit 1981 geführt. | |

### Gemeindepartnerschaften
- Steinach, Gemeindeteil des Marktes Bad Bocklet

## Kultur und Sehenswürdigkeiten

### Bildungseinrichtungen
- Josef-Schlicht-Grundschule[13]
- Kinderhaus St. Ursula

### Öffentliche Einrichtungen
- Gemeindebücherei in der alten Schule
- Sportgelände

### Sehenswürdigkeiten

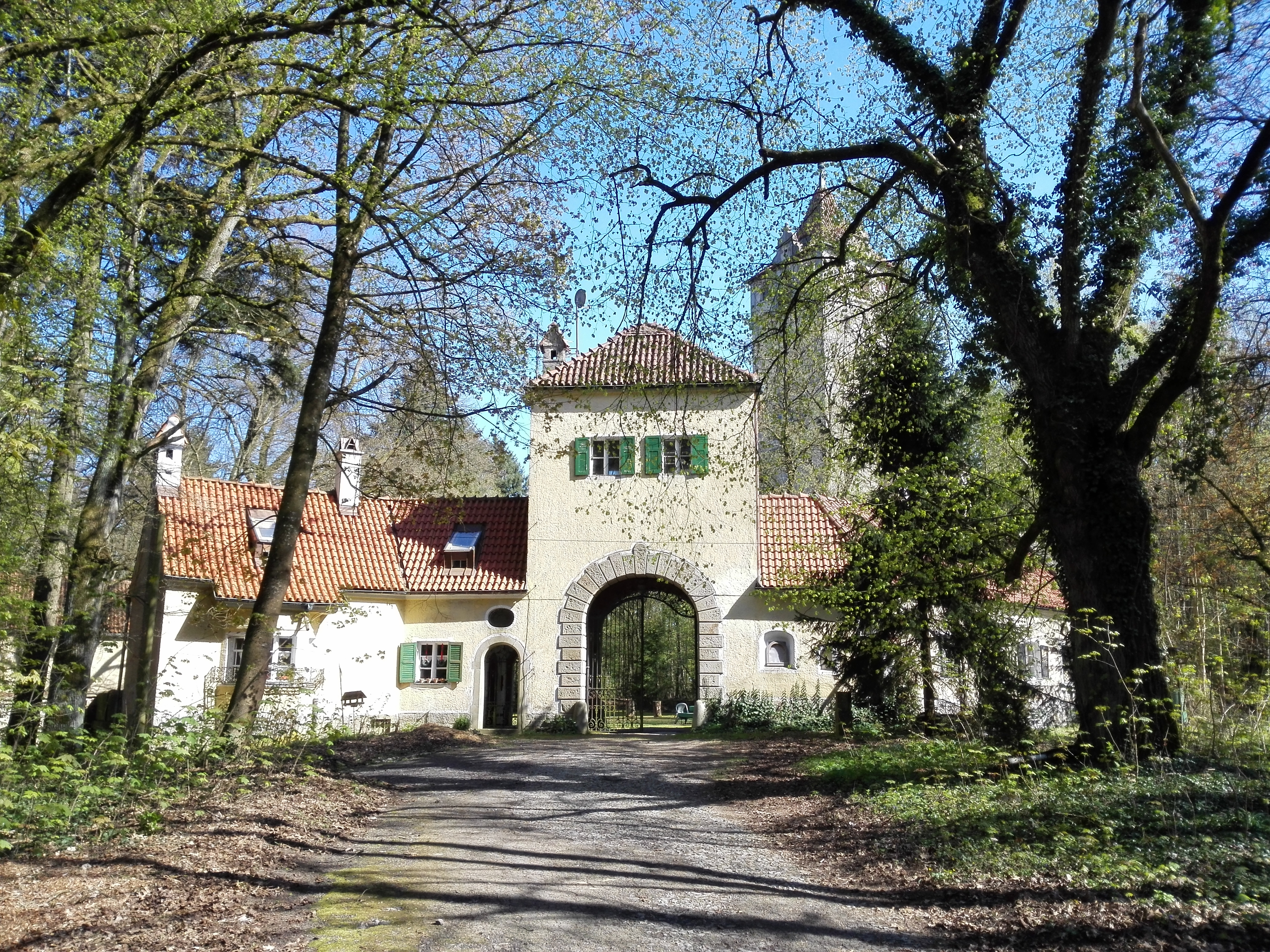
Neues Schloss in Steinach

- Pfarrkirche St. Michael in Steinach. Die spätgotische Anlage wurde um 1740 barock verändert und 1955/1956 nach Westen modern verlängert. Der Innenraum wurde 1972/1973 und 2019 neugestaltet.
- Pfarrkirche St. Tiburtius in Münster. Die dreischiffige romanische Pfeilerbasilika entstand stilistischen Befunden zufolge im späten 12. Jahrhundert.
- Altes Schloss, erbaut 1549.
- Neues Schloss, 1902 bis 1908 durch Gabriel von Seidl erbaut, während des Zweiten Weltkriegs größtenteils zerstört.

### Musik
- Singbergmusikanten
- Singkreis Steinach
- Renner Ensemble

### Sport
- ASV Steinach
- Billard Club Wolferszell
- EC Steinach Münster
- TC Steinach
- Vorwaldschützen Steinach
- Volleyball Wilde Wespen Steinach
- Wurftaubenschützen Donau-Wald

## Verkehr
Lage direkt im Schnellstraßen-Kreuz der Bundesautobahn 3 und der Bundesstraße 20
- etwa 10 Minuten nach Straubing
- etwa 30 Minuten nach Regensburg
- etwa 20 Minuten nach Deggendorf
- etwa 90 Minuten nach München

## Persönlichkeiten
- Josef Schlicht (1832–1917), Schlossbenefiziat in Steinach von 1871 bis 18. April 1917, Schriftsteller und Chronist des bäuerlichen Lebens (bayerischer Volkskundler)
- Helmut Erbe (1911–1978), deutsch-südafrikanischer Germanist